# Södra Vings pastorat
Södra Vings pastorat var ett pastorat i Redvägs och Ås kontrakt i Skara stift i Ulricehamns kommun i Västra Götalands län. Pastoratet uppgick 2022 i Ulricehamns pastorat. 
Pastoratet bestod sedan 2006 av följande församlingar:
- Hällstads församling
- Södra Vings församling

Pastoratskod var 031308.: